# Charles Foix
Charles Foix (Salies-de-Béarn, 1 de fevereiro de 1882 — 22 de março de 1927) foi um neurologista francês.